# Fabio Fabiani

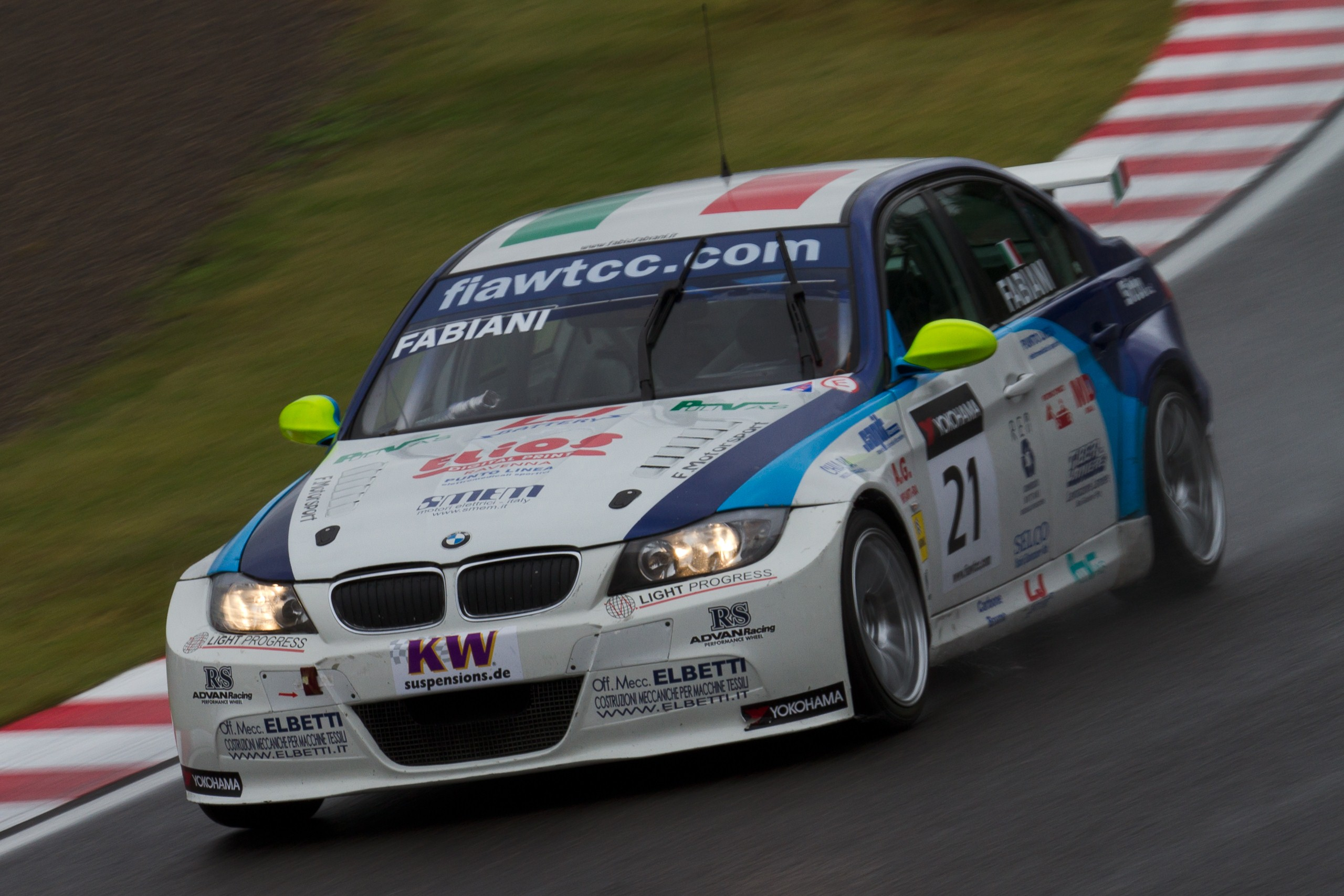
Fabio Fabiani i FIA WTCC Race of Japan på Suzuka International Racing Course 2011.

Fabio Fabiani, född 13 oktober 1974 i Ravenna, är en italiensk racerförare som har tävlat på motorcykel, men gick över till standardvagnsracing 2005.

## Racingkarriär (bil)
Fabiani deltog i European Touring Car Cup på Adria International Raceway 2007. Han blev där femma i Super Production-klassen i race 2 och slutade på sjätteplats sammanlagt i klassen i sin BMW 320i. Han gjorde om det 2008 och vann den här gången båda racen på Salzburgring, även om Super Production-klassen bara hade tre deltagare.
Säsongen 2009 hoppade Fabiani in i World Touring Car Championship på Autodromo Enzo e Dino Ferrari, men nådde inte mer än sjuttonde plats i race 1 och 22:a i race 2. I privatförarcupen ledde detta dock till två poäng.
Det efterföljande året körde Fabiani lite mer i WTCC. Det blev sex race för Scuderia Proteam Motorsport, med som bäst en femtondeplats på Autodromo Nazionale Monza. I privatförarcupen slutade han på artonde plats totalt. I European Touring Car Cups Super Production-klass blev han tvåa, av de tre som ställde upp, ett resultat som han upprepade 2011.
Fabiani satsade på att köra hela säsongen i World Touring Car Championship 2011. Han tävlade med en BMW 320si och platsade därför i Jay-Ten Trophy, vilken han även vann. Detta eftersom antalet motståndare i klassen sällan var särskilt högt, och det var ingen som körde hela säsongen. I privatförarcupen tog han endast ett poäng på de fjorton racen och Fabiani slutade där på nittonde plats.
Det blev ingen fortsättning i WTCC för Fabiani under säsongen 2012. Han ställde dock upp i ETC Cups säsongsavslutning på Autodromo Enzo e Dino Ferrari, där han blev tvåa av det två förarna i Super Production-klassen i båda racen. Totalt blev han trea, det vill säga sist.
| År                                               | Klass/Mästerskap                                               | Team                        | Bil       | Totalt/poäng | Bästa placering         |
| ------------------------------------------------ | -------------------------------------------------------------- | --------------------------- | --------- | ------------ | ----------------------- |
| 2007                                             | European Touring Car Cup – Super Production                    | Gruppo Piloti Forelivesi    | BMW 320i  | 6:a/4p       | 5:a på Adria (Race 2)   |
| 2008                                             | European Touring Car Cup – Super Production                    | F.Motorsport                | BMW 320i  | 1:a/20p      | Två segrar              |
| 2009                                             | World Touring Car Championship                                 | Scuderia Proteam Motorsport | BMW 320si | -/0p         | 17:e på Imola (Race 1)  |
| 2009                                             | World Touring Car Championship – Yokohama Independents' Trophy | Scuderia Proteam Motorsport | BMW 320si | 21:a/2p      | Två åttondeplatser      |
| 2010                                             | World Touring Car Championship                                 | Scuderia Proteam Motorsport | BMW 320si | -/0p         | 15:e på Monza (Race 1)  |
| 2010                                             | World Touring Car Championship – Yokohama Independents' Trophy | Proteam Racing              | BMW 320si | 18:e/7p      | 6:a på Monza (Race 1)   |
| 2011                                             | World Touring Car Championship                                 | Proteam Racing              | BMW 320si | -/0p         | 13:e på Zolder (Race 2) |
| 2011                                             | World Touring Car Championship – Yokohama Trophy               | Proteam Racing              | BMW 320si | 19:e/1p      | 8:a på Zolder (Race 2)  |
| 2011                                             | World Touring Car Championship – Jay-Ten Trophy                | Proteam Racing              | BMW 320si | 1:a/88p      | Fyra segrar             |
| 2011                                             | European Touring Car Cup – Super Production                    | Scuderia Proteam Motorsport | BMW 320i  | 2:a/16p      | Två andraplatser        |
| 2012                                             | European Touring Car Cup – Super Production                    | Proteam Racing              | BMW 320i  | 3:a/19p      | Två andraplatser        |
| Senast uppdaterad: 2012-07-18 (4553 dagar sedan) |                                                                |                             |           |              |                         |